# NGC 6258
NGC 6258 ist eine 13,4 mag helle elliptische Galaxie vom Hubble-Typ E2 im Sternbild Drache am Nordsternhimmel. Sie ist schätzungsweise 145 Millionen Lichtjahre von der Milchstraße entfernt und hat einen Durchmesser von etwa 40.000 Lj.
Das Objekt wurde am 28. Juni 1886 von Lewis A. Swift entdeckt.